# Merritt Ruhlen
Merritt Ruhlen (Washington, 10 maggio 1944 – Palo Alto, 29 gennaio 2021) è stato un etnologo e linguista statunitense.
È conosciuto soprattutto per il suo lavoro sulla classificazione delle lingue.  Ha studiato in varie università prima di conseguire il suo Ph.D. (dottorato di ricerca) all'Università di Stanford dove ha insegnato per molti anni fino alla sua morte.

## Biografia
Merritt Ruhlen ha studiato all'Università Rice (Texas), all'Università di Parigi, all'Università dell'Illinois e all'Università di Bucarest.
Nel 1973, consegue il  Dottorato di ricerca presso l'Università di Stanford, con una tesi sull'analisi generativa della morfologia del rumeno.
In seguito, Merritt Ruhlen ha lavorato diversi anni come assistente ricercatore allo Stanford Universals Project, diretto da Joseph Greenberg e Charles A. Ferguson.
A partire dal 1994, diventa docente in scienze antropologiche e biologia umana a Stanford, ed anche co-direttore, insieme a Murray Gell-Mann e Sergueï Starostine, del programma dell'Institut de Santa Fe sull'evoluzione del linguaggio umano.
Dal 2005, Merritt Ruhlen è consigliere sul progetto genografico.

## Opere principali
- A Guide to the Languages of the World (1975)
- A Guide to the World's Languages (1987)
- On the Origin of Languages: Studies in Linguistic Taxonomy (1994)